# さくらい葉菜
さくらい 葉菜（さくらい はな）は、日本のAV女優。アスタープロモーション所属。
身長:157cm。スリーサイズ:B87(F)・W57・H89。

## 出演作品

### アダルトビデオ
2009
- 拘束監禁ドリル地獄 Vol.16 （10月1日、マッド）
- サウナレディのお仕事 性交マッサージスペシャル （10月8日、SODクリエイト）
- この熟女いやらしい! こんな経験初めてなの…もっと激しくして! 叫び悶え腰を振り続ける女たち （10月21日、アテナ映像）…オムニバス作品
- 生唾調教 〜愛撫よりも芳醇で濃厚なオンナの唾液〜 （11月19日、稀有）
- 「『こんなチ○ポですいません』入院中の無洗包茎チ○ポを看護師は優しく剥いて即尺してくれるか?」 VOL.2 （11月19日、DANDY）…オムニバス作品
- アナルΩアクメ耐久Fuck Vol.15 （11月20日、プレステージ）
- 奥様欲情日記 ねぇ、私のことが欲しい? 主人には絶対内緒よ… （11月21日、アテナ映像）…オムニバス作品

2010年

- 中出し近親相姦 母さん我慢できないよ(7月22日　センタービレッジ）
- 背徳相姦遊戯 義父と嫁 ＃02 （11月10日　グローバルメディアエンタテインメント）
- 義父に犯●れて… 美嫁いぢり（9月25日　マドンナ）
- おばさんの尻と僕（8月26日　センタービレッジ）
- ワケあり人妻の風俗面接 3 （1月21日、タカラ映像）…オムニバス作品
- 貴方の身体を舐めながらマジオナニーさせて下さい♥ （1月22日、映天）…オムニバス作品
- ガチンコ中出し！顔出し!人妻ナンパ “都内新宿高級ブランド買取店編” （1月25日、ビッグモーカル）…オムニバス作品
- 上は制服 下はブルマ （2月4日、ディープス）…オムニバス作品
- 中出しザーメンでずぼオナニー （2月5日、映天）…オムニバス作品
- 人妻狙い撃ちナンパ 今回のターゲットは料理教室帰りの巨乳妻だ! （4月2日、映天）…オムニバス作品
- 10人姉妹の真ん中に男は僕1人だけ 大家族 岩田家の一週間 〜ボクのビッグダディ(チ○ポ)は休む暇なし! 貧乏だけどタマらん我が家〜 前編 （4月6日、ディープス）
- 10人姉妹の真ん中に男は僕1人だけ! 大家族 岩田家の一週間 〜まだまだ続く痛快オマ○コ性活! ボクのモーレツびんびん物語〜 後編 （5月13日、ディープス）
- 私は痴女 人妻編 奥さん!喰いつき良すぎます （5月15日（レンタル）／6月11日（セル）、クリスタル映像）…オムニバス作品
- 隣の旦那が出掛けたら、留守宅の若妻を可愛がってあげる （5月29日（レンタル）／6月25日（セル）、クリスタル映像）…オムニバス作品
- 昼下がりの淫ら妻 35 （6月5日（レンタル）、クリスタル映像）…オムニバス作品